# اتو ویلهلم هرمان فن آبیش
اتو ویلهلم هرمان فن آبیش (آلمانی: Otto Wilhelm Hermann von Abich؛ ۱۱ دسامبر ۱۸۰۶ – ۱ ژوئیه ۱۸۸۶) یک دانشمند در زمینه کانی‌شناسی و زمین‌شناسی اهل آلمان بود.